# Collegio di Oldham East and Saddleworth
Oldham East and Saddleworth è un collegio elettorale situato nella Grande Manchester, nel Nord Ovest dell'Inghilterra, e rappresentato alla Camera dei comuni del Parlamento del Regno Unito. Elegge un membro del parlamento con il sistema first-past-the-post, ossia maggioritario a turno unico; l'attuale parlamentare è Debbie Abrahams del Partito Laburista, che rappresenta il collegio dal 2011.

## Estensione
- 1997–2010: i ward del Metropolitan Borough of Oldham di Crompton, Lees, St James', St Mary's, Saddleworth East, Saddleworth West, Shaw e Waterhead e il ward del Metropolitan Borough of Rochdale di Milnrow.
- dal 2010: i ward del Metropolitan Borough of Oldham di Alexandra, Crompton, St James', St Mary's, Saddleworth North, Saddleworth South, Saddleworth West and Lees, Shaw e Waterhead.

Oldham East and Saddleworth è il collegio più esteso della Grande Manchester per area, ed è uno dei tre che coprono il Metropolitan Borough of Oldham.
Fino al 2010 il collegio incorporava anche la città di Milnrow, nel Metropolitan Borough of Rochdale; con le modifiche ai confini del 2010, la città fu trasferita nel collegio di Rochdale.

## Membri del parlamento
| Elezione | Elezione        | Deputato    | Partito   |
| -------- | --------------- | ----------- | --------- |
|          | 1997            | Phil Woolas | Laburista |
| 2011 (S) | Debbie Abrahams |             | Laburista |

## Elezioni

### Elezioni negli anni 2020
| Partito                    | Partito                                | Candidato                  | Risultati 4 luglio 2024 | Risultati 4 luglio 2024 |
| Partito                    | Partito                                | Candidato                  | Voti                    | %                       |
| -------------------------- | -------------------------------------- | -------------------------- | ----------------------- | ----------------------- |
|                            | Laburista                              | Debbie Abrahams            | 14 091                  | 35,17                   |
|                            | Reform UK                              | Jacob Barden               | 7 734                   | 19,30                   |
|                            | Conservatore                           | Tom Fish                   | 6 838                   | 17,07                   |
|                            | Workers                                | Shanaz Saddique            | 4 647                   | 11,60                   |
|                            | Lib Dem                                | Sam Al-Hamdani             | 3 386                   | 8,45                    |
|                            | Verdi                                  | Fesl Reza-Khan             | 1 490                   | 3,72                    |
|                            | Indipendente                           | Paul Errock                | 1 362                   | 3,40                    |
|                            | Indipendente                           | Nick Buckley               | 517                     | 1,29                    |
|                            |                                        |                            |                         |                         |
| Iscritti                   | Iscritti                               | Iscritti                   | 72 760                  | 100,00                  |
| ↳ Votanti (% su iscritti)  | ↳ Votanti (% su iscritti)              | ↳ Votanti (% su iscritti)  | 40 065                  | 55,06                   |
| ↳ Astenuti (% su iscritti) | ↳ Astenuti (% su iscritti)             | ↳ Astenuti (% su iscritti) | 32 695                  | 44,94                   |
|                            |                                        |                            |                         |                         |
|                            | Esito: collegio confermato a Laburista |                            |                         |                         |

### Elezioni negli anni 2010
| Partito                    | Partito                                | Candidato                  | Risultati 12 dicembre 2019 | Risultati 12 dicembre 2019 |
| Partito                    | Partito                                | Candidato                  | Voti                       | %                          |
| -------------------------- | -------------------------------------- | -------------------------- | -------------------------- | -------------------------- |
|                            | Laburista                              | Debbie Abrahams            | 20 088                     | 43,52                      |
|                            | Conservatore                           | Tom Lord                   | 18 585                     | 40,26                      |
|                            | Brexit                                 | Paul Brierley              | 2 980                      | 6,46                       |
|                            | Lib Dem                                | Sam Al-Hamdani             | 2 423                      | 5,25                       |
|                            | Proud of Oldham & Saddleworth          | Paul Errock                | 1 073                      | 2,32                       |
|                            | Verdi                                  | Wendy Olsen                | 778                        | 1,69                       |
|                            | Indipendente                           | Amoy Lindo                 | 233                        | 0,50                       |
|                            |                                        |                            |                            |                            |
| Iscritti                   | Iscritti                               | Iscritti                   | 72 032                     | 100,00                     |
| ↳ Votanti (% su iscritti)  | ↳ Votanti (% su iscritti)              | ↳ Votanti (% su iscritti)  | 46 160                     | 64,08                      |
| ↳ Astenuti (% su iscritti) | ↳ Astenuti (% su iscritti)             | ↳ Astenuti (% su iscritti) | 25 872                     | 35,92                      |
|                            |                                        |                            |                            |                            |
|                            | Esito: collegio confermato a Laburista |                            |                            |                            |

| Partito                    | Partito                                | Candidato                  | Risultati 8 giugno 2017 | Risultati 8 giugno 2017 |
| Partito                    | Partito                                | Candidato                  | Voti                    | %                       |
| -------------------------- | -------------------------------------- | -------------------------- | ----------------------- | ----------------------- |
|                            | Laburista                              | Debbie Abrahams            | 25 629                  | 54,49                   |
|                            | Conservatore                           | Kashif Ali                 | 17 447                  | 37,09                   |
|                            | UKIP                                   | Ian Bond                   | 2 278                   | 4,84                    |
|                            | Lib Dem                                | Jonathan Smith             | 1 683                   | 3,58                    |
|                            |                                        |                            |                         |                         |
| Iscritti                   | Iscritti                               | Iscritti                   | 72 032                  | 100,00                  |
| ↳ Votanti (% su iscritti)  | ↳ Votanti (% su iscritti)              | ↳ Votanti (% su iscritti)  | 47 037                  | 65,30                   |
| ↳ Astenuti (% su iscritti) | ↳ Astenuti (% su iscritti)             | ↳ Astenuti (% su iscritti) | 24 995                  | 34,70                   |
|                            |                                        |                            |                         |                         |
|                            | Esito: collegio confermato a Laburista |                            |                         |                         |

| Partito                    | Partito                                | Candidato                  | Risultati 7 maggio 2015 | Risultati 7 maggio 2015 |
| Partito                    | Partito                                | Candidato                  | Voti                    | %                       |
| -------------------------- | -------------------------------------- | -------------------------- | ----------------------- | ----------------------- |
|                            | Laburista                              | Debbie Abrahams            | 17 529                  | 39,41                   |
|                            | Conservatore                           | Sajjad Hussain             | 11 527                  | 25,91                   |
|                            | UKIP                                   | Peter Klonowski            | 8 557                   | 19,24                   |
|                            | Lib Dem                                | Richard Marbrow            | 5 718                   | 12,85                   |
|                            | Verdi                                  | Miranda Meadowcroft        | 1 152                   | 2,59                    |
|                            |                                        |                            |                         |                         |
| Iscritti                   | Iscritti                               | Iscritti                   | 71 978                  | 100,00                  |
| ↳ Votanti (% su iscritti)  | ↳ Votanti (% su iscritti)              | ↳ Votanti (% su iscritti)  | 44 483                  | 61,80                   |
| ↳ Astenuti (% su iscritti) | ↳ Astenuti (% su iscritti)             | ↳ Astenuti (% su iscritti) | 27 495                  | 38,20                   |
|                            |                                        |                            |                         |                         |
|                            | Esito: collegio confermato a Laburista |                            |                         |                         |

| Partito                    | Partito                                | Candidato                      | Risultati 13 gennaio 2011 | Risultati 13 gennaio 2011 |
| Partito                    | Partito                                | Candidato                      | Voti                      | %                         |
| -------------------------- | -------------------------------------- | ------------------------------ | ------------------------- | ------------------------- |
|                            | Laburista                              | Debbie Abrahams                | 14 718                    | 42,14                     |
|                            | Lib Dem                                | Elwyn Watkins                  | 11 160                    | 31,95                     |
|                            | Conservatore                           | Kashif Ali                     | 4 481                     | 12,83                     |
|                            | UKIP                                   | Paul Nuttall                   | 2 029                     | 5,81                      |
|                            | BNP                                    | Derek Adams                    | 1 560                     | 4,47                      |
|                            | Verdi                                  | Peter Allen                    | 530                       | 1,52                      |
|                            | Monster Raving Loony                   | Nick "The Flying Brick" Delves | 145                       | 0,42                      |
|                            | Democratici                            | Stephen Morris                 | 144                       | 0,41                      |
|                            | Pirata                                 | Loz Kaye                       | 96                        | 0,27                      |
|                            | Bus-Pass Elvis                         | David Bishop                   | 67                        | 0,19                      |
|                            |                                        |                                |                           |                           |
| Iscritti                   | Iscritti                               | Iscritti                       | 72 770                    | 100,00                    |
| ↳ Votanti (% su iscritti)  | ↳ Votanti (% su iscritti)              | ↳ Votanti (% su iscritti)      | 34 930                    | 48,00                     |
| ↳ Astenuti (% su iscritti) | ↳ Astenuti (% su iscritti)             | ↳ Astenuti (% su iscritti)     | 37 840                    | 52,00                     |
|                            |                                        |                                |                           |                           |
|                            | Esito: collegio confermato a Laburista |                                |                           |                           |

| Partito                    | Partito                                | Candidato                  | Risultati 6 maggio 2010 | Risultati 6 maggio 2010 |
| Partito                    | Partito                                | Candidato                  | Voti                    | %                       |
| -------------------------- | -------------------------------------- | -------------------------- | ----------------------- | ----------------------- |
|                            | Laburista                              | Phil Woolas                | 14 186                  | 31,86                   |
|                            | Lib Dem                                | Elwyn Watkins              | 14 083                  | 31,63                   |
|                            | Conservatore                           | Kashif Ali                 | 11 773                  | 26,44                   |
|                            | BNP                                    | Alwyn Stott                | 2 546                   | 5,72                    |
|                            | UKIP                                   | David Bentley              | 1 720                   | 3,86                    |
|                            | Cristiano                              | Gulzar Nazir               | 212                     | 0,48                    |
|                            |                                        |                            |                         |                         |
| Iscritti                   | Iscritti                               | Iscritti                   | 72 745                  | 100,00                  |
| ↳ Votanti (% su iscritti)  | ↳ Votanti (% su iscritti)              | ↳ Votanti (% su iscritti)  | 44 520                  | 61,20                   |
| ↳ Astenuti (% su iscritti) | ↳ Astenuti (% su iscritti)             | ↳ Astenuti (% su iscritti) | 28 225                  | 38,80                   |
|                            |                                        |                            |                         |                         |
|                            | Esito: collegio confermato a Laburista |                            |                         |                         |

### Elezioni negli anni 2000
| Partito                    | Partito                                | Candidato                  | Risultati 5 maggio 2005 | Risultati 5 maggio 2005 |
| Partito                    | Partito                                | Candidato                  | Voti                    | %                       |
| -------------------------- | -------------------------------------- | -------------------------- | ----------------------- | ----------------------- |
|                            | Laburista                              | Phil Woolas                | 17 968                  | 41,43                   |
|                            | Lib Dem                                | Tony Dawson                | 14 378                  | 33,15                   |
|                            | Conservatore                           | Keith Chapman              | 7 901                   | 18,22                   |
|                            | BNP                                    | Michael Treacy             | 2 109                   | 4,86                    |
|                            | UKIP                                   | Valerie Nield              | 873                     | 2,01                    |
|                            | Indipendente                           | Philip O'Grady             | 138                     | 0,32                    |
|                            |                                        |                            |                         |                         |
| Iscritti                   | Iscritti                               | Iscritti                   | 75 684                  | 100,00                  |
| ↳ Votanti (% su iscritti)  | ↳ Votanti (% su iscritti)              | ↳ Votanti (% su iscritti)  | 43 367                  | 57,30                   |
| ↳ Astenuti (% su iscritti) | ↳ Astenuti (% su iscritti)             | ↳ Astenuti (% su iscritti) | 32 317                  | 42,70                   |
|                            |                                        |                            |                         |                         |
|                            | Esito: collegio confermato a Laburista |                            |                         |                         |

| Partito                    | Partito                                | Candidato                  | Risultati 7 giugno 2001 | Risultati 7 giugno 2001 |
| Partito                    | Partito                                | Candidato                  | Voti                    | %                       |
| -------------------------- | -------------------------------------- | -------------------------- | ----------------------- | ----------------------- |
|                            | Laburista                              | Phil Woolas                | 17 537                  | 38,61                   |
|                            | Lib Dem                                | Howard Sykes               | 14 811                  | 32,61                   |
|                            | Conservatore                           | Craig Heeley               | 7 304                   | 16,08                   |
|                            | BNP                                    | Michael Treacy             | 5 091                   | 11,21                   |
|                            | UKIP                                   | Barbara Little             | 677                     | 1,49                    |
|                            |                                        |                            |                         |                         |
| Iscritti                   | Iscritti                               | Iscritti                   | 74 459                  | 100,00                  |
| ↳ Votanti (% su iscritti)  | ↳ Votanti (% su iscritti)              | ↳ Votanti (% su iscritti)  | 45 420                  | 61,00                   |
| ↳ Astenuti (% su iscritti) | ↳ Astenuti (% su iscritti)             | ↳ Astenuti (% su iscritti) | 29 039                  | 39,00                   |
|                            |                                        |                            |                         |                         |
|                            | Esito: collegio confermato a Laburista |                            |                         |                         |

## Risultati dei referendum

### Referendum sulla permanenza del Regno Unito nell'Unione europea del 2016
|             | Collegio                    | Lasciare UE % | Rimanere in UE % |
| ----------- | --------------------------- | ------------- | ---------------- |
|             | Oldham East and Saddleworth | 59,9%         | 40,1%            |
| Inghilterra | 53,3%                       | 46,7%         |                  |
| Regno Unito | 51,9%                       | 48,1%         |                  |